# Cliffs of Freedom
Cliffs of Freedom (también conocida como The Crescent and the Cross) es una película independiente de drama de época e histórica basada en la novela de Marianne Metropoulos Daughter of Destiny. Producida por Casey Cannon y Metropoulos, la película es dirigida por Van Ling a partir de un guion de Ling, Metropoulos y Kevin Bernhardt. Está protagonizada por Tania Raymonde, Jan Uddin, Raza Jaffrey, Patti LuPone y Christopher Plummer.
La película fue estrenada en Estados Unidos el 1 de marzo de 2019 por Round Hill Media.

## Sinopsis
La película es la historia de un romance desafortunado entre una hermosa chica de un pueblo griego y un oficial turco en conflicto durante los albores de la Guerra de Independencia griega contra el Imperio Otomano en 1821. Anna Christina está enamorada del coronel Tariq, una estrella en ascenso en el ejército turco que tiene cada vez más dudas sobre los brutales métodos de gobierno de sus compatriotas, y que una vez le perdonó la vida en la cima de un acantilado cuando era pequeña. Sin embargo, su incipiente romance trae tragedia a su familia y su pueblo.
Al jurar venganza contra los turcos, Christina se une a la rebelión griega y, sin darse cuenta, se convierte en un símbolo local del movimiento de resistencia griego, inspirando a sus compatriotas y atrayendo la ira de los turcos, quienes ofrecen una recompensa por su cabeza. Habiendo creído que podía dejar atrás sus sentimientos, Christina debe enfrentarse al hombre que todavía la ama y quiere mantenerla a salvo, pero que ahora tiene la tarea de capturarla. Sus encuentros y escaramuzas conducen inevitablemente a un trágico enfrentamiento durante una batalla crucial entre griegos y turcos que cambiará el curso de la historia.

## Reparto
- Tania Raymonde como Anna Christina. 
  - Josey Smith como joven Anna Christina.
- Jan Uddin como Tariq.
- Raza Jaffrey como Sunal Demir.
- Patti LuPone como Yia-Yia.
- Christopher Plummer como Thanasi.
- Billy Zane como Christo.
- Lance Henriksen como Demetri. 
  - Jamie Christian Ward como Joven Demetri.
- Dino Kelly como Vangeli.
- Costas Mandylor como Constantino.
- Kevin Corrigan como Stavros Valvianos.
- Raquel Cassidy como Christina Vakrinos.
- Carlo Rota como Mustapha Bey.
- Ruth Gemmell como Varvara Vakrinos.
- Ivan Kaye como Ghazi Kalif.
- Simon Kassianides como Gregory.
- Dennis Boutsikaris como Kolokotronis.

## Producción
El 12 de octubre de 2016, comenzó el rodaje en Albuquerque, Nuevo México. El 10 de enero de 2017, la película finalizó su producción.

## Estreno
El 21 de febrero de 2019, Cliffs of Freedom realizó una proyección en Londres. La película fue estrenada en Estados Unidos el 1 de marzo de 2019 por Round Hill Media.   